# Jardín Botánico de Lyon
El Jardín Botánico de Lyon en francés Jardin Botanique de Lyon situado en el llamado Parc de la Tête d'Or es un jardín botánico situado en el corazón de Lyon, Francia, con 8 hectáreas de extensión, de los cuales 6500 m² son invernaderos. 
Las colecciones del jardín botánico comprenden unas 15 000 especies botánicas, muchas de ellas amenazadas o en vía de extinción. 
Está adscrito a la prestigiosa asociación de ámbito francófono « Jardins botaniques de France et des pays francophones » (JBF).
El código de identificación del Jardin Botanique de Lyon como miembro del "Botanic Gardens Conservation Internacional" (BGCI), así como las siglas de su herbario es LYJB.
Está abierto a diario todo el año. La entrada es gratuita.

## Historia
Después de un primer jardín de plantas instalado por el abbé Rozier en 1763, la historia del jardín botánico de Lyon comienza en 1792, año en el cual el jardín de las plantas recibe el impulso de Jean-Emmanuel Gilibert disponiéndose en la finca abbaye de Déserte sobre la colina de Croix-Rousse.
Después de la adquisición del Parque de la Tête d'Or por la ciudad de Lyon en 1856 gracias a la iniciativa del senador y alcalde de la época, el prefecto Claude-Marius Vaïsse, su historia se confunde con la de este parque. Serán necesarios cinco años de trabajos para arreglar este extenso terreno pantanoso de 117 ha que pertenecía a los Hospicios Civiles de Lyon. Los planes de acondicionamiento se confiaron al paisajista suizo Denis Bülher.
Las colecciones del jardín botánico crecen entonces rápidamente y se amplían a las floras tropicales y ecuatoriales con la instalación de los grandes invernaderos entre 1860 y 1880.
En la actualidad, el jardín botánico de Lyon es uno del los más ricos de Europa y el conjunto, formado por parque a la inglesa, jardín botánico y zoológico constituyen el más bonito parque urbano de Francia.

## Colecciones
El jardín botánico de Lyon alberga unas 28 colecciones de plantas. Entre ellas son de destacar:

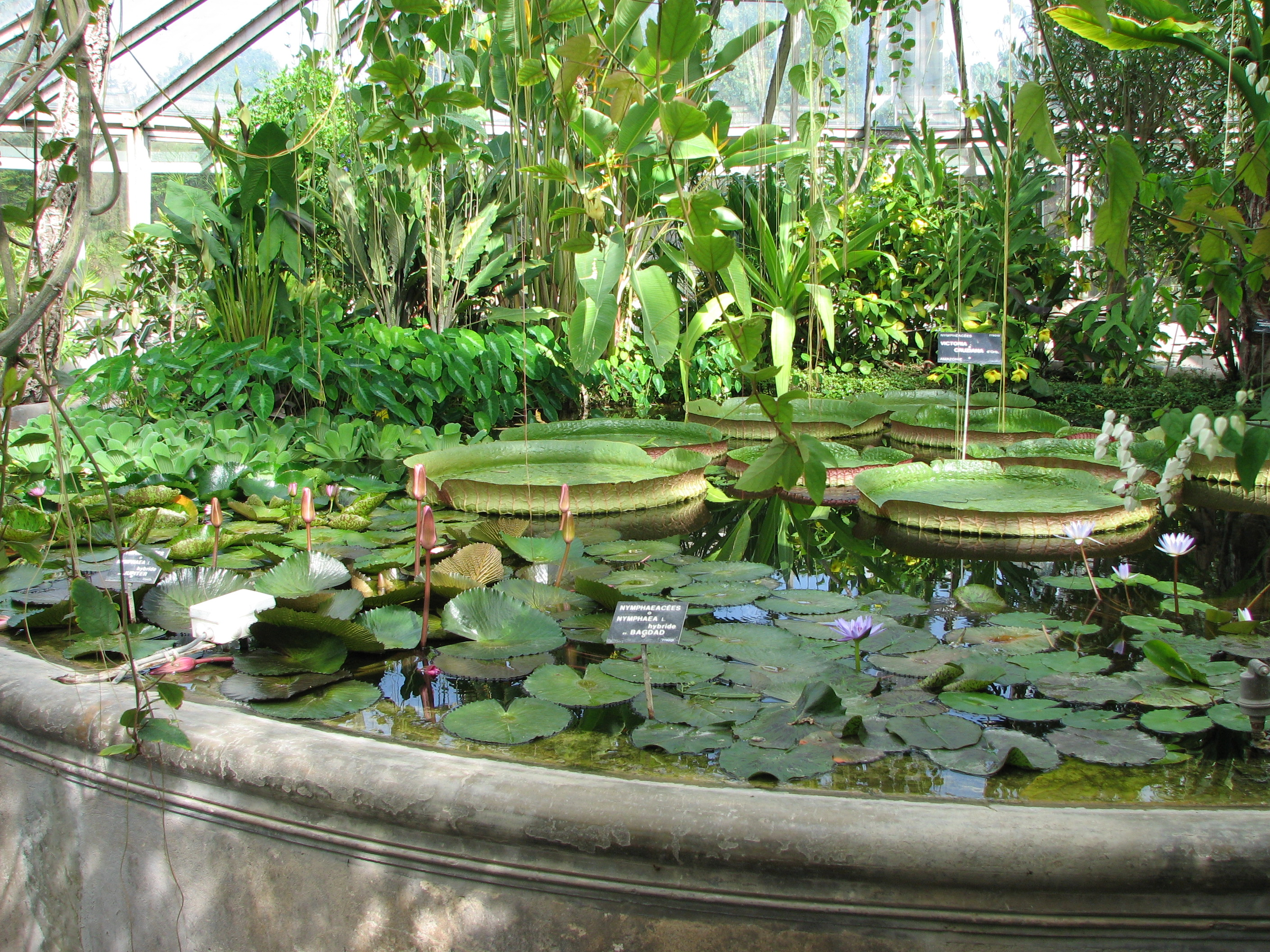
Jardín botánico de Lyon, estanque de las Victoria regia.

- Jardín Alpino con 1800 especies de plantas alpinas,
- Invernaderos con un total de 6500 m² de área, 50 variedades de lirios de agua y 6.000 especies de plantas en sus invernaderos.
- Invernadero de plantas carnívoras y el de Victoria regia.
- Escuela de Botánica
- Rosaleda con la colección de "El rosal histórico" con 750 variedades de rosas históricas,
- Arbustos con 760 especies
- Arboretum
- Helechos y plantas del mediterráneo
- Estanques
- Jardín floral

- Plantas de tierra ácida
- Arriate temático

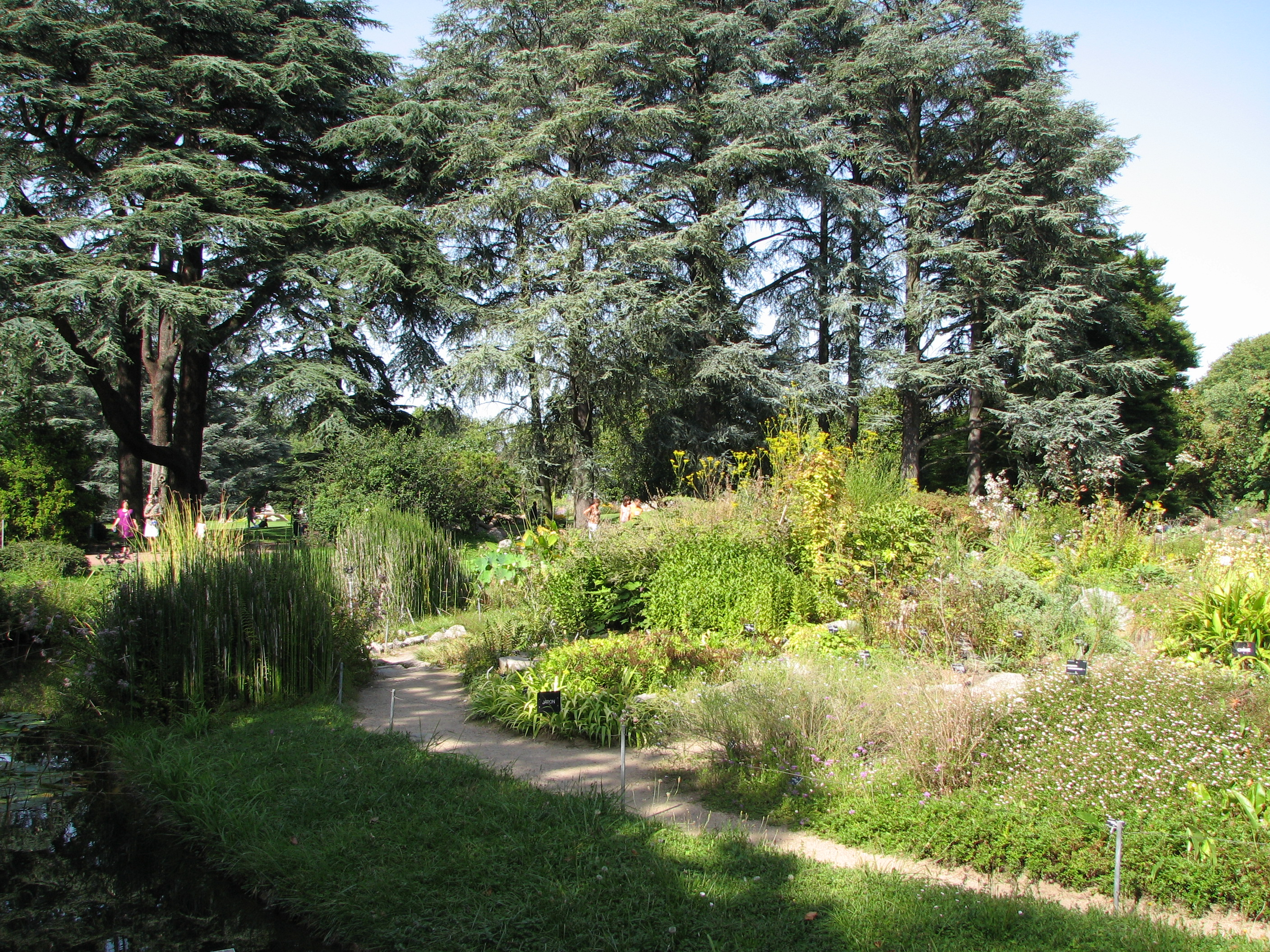
Alpinum en elJardin botanique de Lyon

- Peonías con 200 variedades, gracias a las cuales está categorizada como "Collection National" por el Conservatorio de colecciones vegetales especializadas
- Bambús
- Colección de plantas amenazadas, una mención especial merece esta colección de plantas de las que la IUCN (International Union for Conservation of Nature and naturals resources, o Unión Mundial para la Conservación de la Naturaleza) publicó en 1997 una lista des especies amenazadas, en la que se incluyen tanto a vegetales como animales. Se plasma en la lista roja (The 1997 IUCN Red List of Threatened Plants), obra de referencia científica en el dominio de la conservación.

Actualmente se puede considerar que 5 al 6% de las especies que se cultivan en el jardín están en la lista roja del IUCN. Es importante conocerlas y de sensibilizarse cada uno en la necesidad de protección de estas plantas que pronto no existirán de modo natural silvestre, si el hombre sigue deteriorando su medio ambiente

## Equipamientos
- Herbario con 150.000 especímenes recogidos en el mundo entero desde el siglo XVII, hasta la fecha, en 844 cajas compuestas especialmente de fanerógamas y de pteridofitas, la colección comprende igualmente herbarios de musgos, de líquenes, algas y hongos. Las plantas proceden principalmente de la región de Lyon, de Nueva Caledonia y de la Guyana francesa.
- Biblioteca sus fondos se inician en 1884, es decir 27 años después del traslado del Jardín Botánico desde la pendientes de la Croix –Rousse hacia el nuevo Parque de la Tête d’Or. La biblioteca no está directamente abierta al público; sin embargo se puede acceder por solicitud al servicio de documentación.
- Index Seminum, conforme a la Convención sobre la Biodiversidad (Río de Janeiro 1992), artículo 15 (acceso a los recursos genéticos), el Jardín Botánico de Lyon ha adoptado una política concerniente al intercambio de material vegetal entre las instituciones científicas y hortícolas de todo el mundo. Distribuyendo las semillas en orden a su uso con fines científicos.